# Chinnamasta

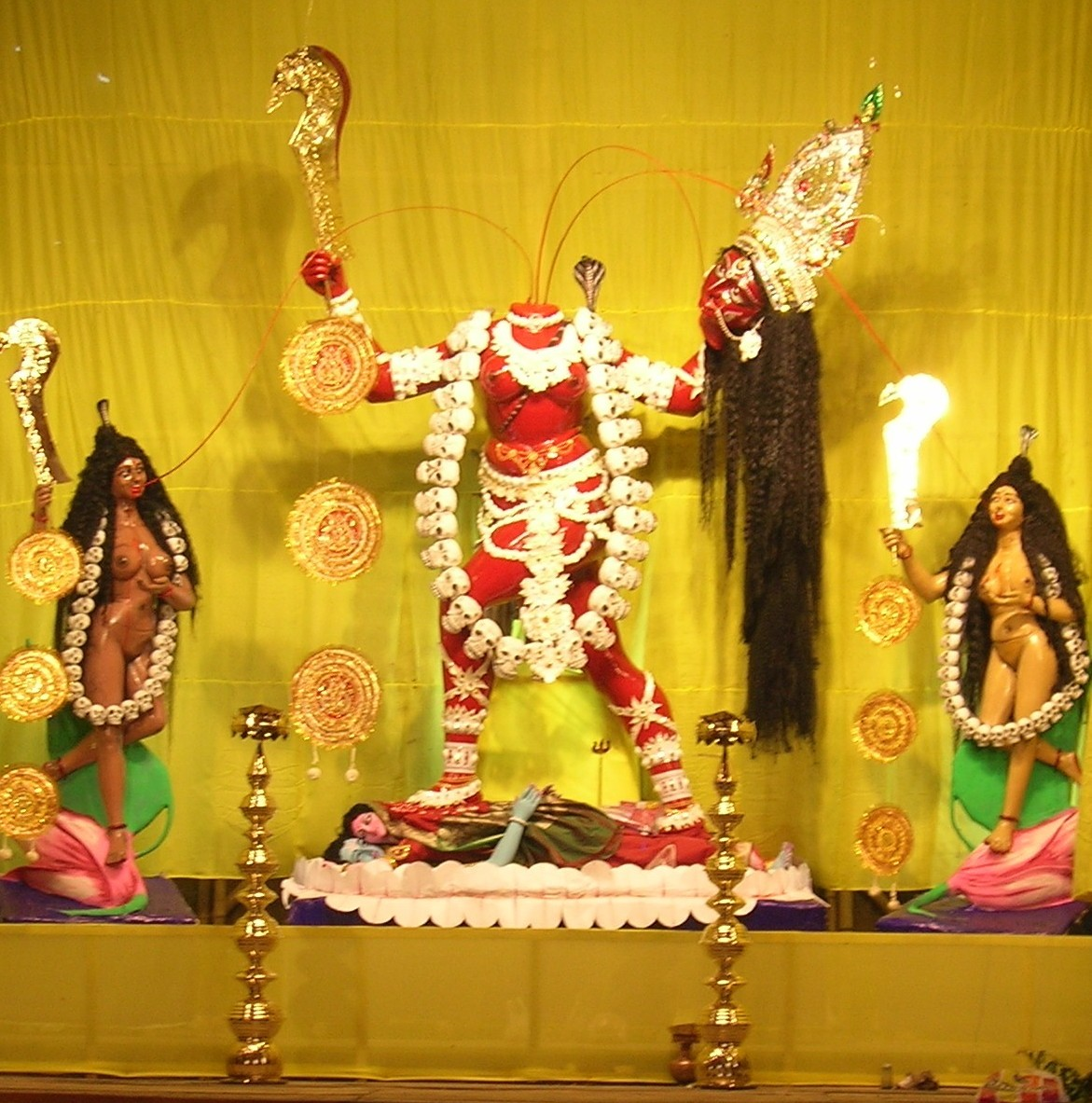
Ansamblu de statui specific iconografiei Chinnamastei

Chhinnamasta (Sanscrită: छिन्नमस्ता, Chinnamastā, “Cea a cărui cap este decapitat”) sau Chinnamasta, pronunțat  Cinamasta, numită și  Chinnamastika sau Prachanda Chandika, este una din cele 10 Mahavidyas (Puteri Cosmice), cele 10 zeițe ale Tantrei, și unul din chipurile teribile ale Zeiței(Devi), Mama Divină în Hinduism.  Chinamasta poate fi ușor identificată după reprezentarea sa iconografică teribilă. Zeiță care se autodecapitează ține într-o mână propriul cap retezat și un iatagan în cealaltă. Trei jeturi de sânge țâșnesc din gâtul ei sângerând și sunt consumate, unul de către capul ei decapitat, celelate de către cele două servitoare ale sale. Chinamasta este deobicei  înfățișată stând deasupra unui cuplu ce se află în uniune amoroasă.
Chinamasta este asociată atât cu ideea sacrificului de sine cât și cu trezirea energiei Kundalini – energia spirituală. Este considerată atât un simbol al controlului dorintei sexuale cât și o întrupare a acestei energii, în funcție de interpretare. Simbolizează cele două aspecte ale Zeiței: dătătoare de viață și cea care ia viața. Povestirile despre ea scot în evidență sacrificiul ei – însoțit fie de o latură maternă, fie de aspectul sexual dominant, fie de furia auto-distructivă. Deși se află sub patronajul conceptului celor 10 Mahavidya, templele ei individuale - cele mai multe în nordul Indiei și Nepal -  și cultul ei public este rar întâlnit, datorită aspectului ei teribil și reputației de a fi teribilă chiar și față de cei care se apropie și încearcă să o venereze. Cultul ei individual este rezervat adorării eroice, tantrice, de către tantrika, yoghini sau asceți care renunță la lume.
Chinamasta este recunoscută și de către hinduși și de către budiști. Este în strânsă legatură cu Chinnamunda -  forma decapitată a zeiței budismului tibetan Vajrayogini.

## Origini
Chinamasta este populară în Tantra și în budismul tibetan, unde este numită Chinnamunda(“cea cu capul retezat”) -  forma decapitată a zeiței  Vajrayogini sau Vajravarahi – o formă teribilă a celei din urmă, care este zugrăvită în mod similar cu Chinamasta.
Textele budhiste vorbesc despre  nașterea Chinnamundei budiste(apariția Chinnamundei în budhism). O legendă povestește  despre  discipolii lui Krishnacharya,  două surori Mahasiddha, Mekhala and Kankhala, care și-au retezat capetele, oferindu-le maestrului(guru) lor și apoi dansând. Zeița Vajrayogini a apărut atunci în aceeași formă și a dansat cu ele. O altă istorisire amintește despre prințesa Lakshminkara (ce în existența anterioară a fost un discipol al lui Padmasambhava) tăindu-și capul ca pedeapsă din partea regelui și alergând cu el în mână pe strazile orașului, în timp ce locuitorii o venerau ca întrupare a  Chinnamunda-Vajravarahi.

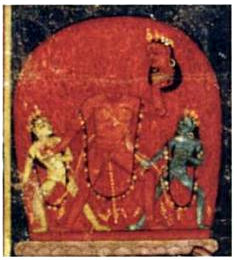
The Buddhist Chinnamunda is believed to be the antecedent of the Hindu Chhinnamasta.

Profesorul B. Bhattacharya  a studiat numeroase texte cum ar fi cel budist Sadhanamala (1156 en), sau cele hinduse Chhinnamastakalpa și Tantrasara (sec. 17), concluzionând că Chinnamasta din hinduism este aceiași cu Chinamunda budistă, deși prima poartă un șarpe ca șnur sacru și are inclus în imagine și cuplul Rati-Kamadeva.  În timp ce  Sadhanamala numește zeița  Sarvabuddha ("deplin trezită"), însoțită de Vajravaironi and Vajravarnini , textul hindus Tantrasara o numește    Sarvasiddhi ("cea desăvârșită") și insoțită de Dakini, Vaironi și Varnini. Chhinnamastakalpa o numește Sarvabuddhi( "cea strălucitoare"),  păstrând denumirile budiste pentru însoțitoarele sale.  Bhattacharya trage concluzia că Chinamasta hindusă își are originea în Chinnamunda  budistă, care este adorată începând cu secolul 7 cel târziu.
În timp ce punctul de vedere al lui Bhattacharya este puțin disputat, anumiți erudiți ca Shankaranarayanan consideră că Chinnamasta își are originea în hinduismul antic, vedic.  S. Bhattacharji susține că  funcțiile și atributele zeiței vedice Nirriti au fost preluate de către Kali, Chamunda, Karali și Chhinnamasta. Literatura hindusă o menționează pentru prima dată în upapurana Shakta Maha-bhagavata Purana (c. 950 en) și în Devi-Bhagavata Purana.  Benard susține ca oricare ar fi originile ei, este limpede ca Chhinnamasta/Chinnamunda era cunoscută în secolul al IX-lea și venerată de către  mahasiddhași. Pe lângă Chinnamunda, van Kooij asociază iconografia Chinamastei  și cu zeițele tantrice Varahi și Chamunda.
David Kingsley este de accord cu teoria originei budiste, dar recunoaște și alte influențe. Dupa Kingsley, conceptul celor 10 Mahavidya nu poate să fi apărut înainte de secolul 12. Vechile zeițe hinduse, care  apar nude, sau fără cap sau chip, este posibil să fi influențat dezvoltarea Chinnamastei. Aceste zeițe sunt descriese de obicei ca decapitate pentru a atrage atenția asupra organelor lor sexuale, ce simbolizează  vitalitate sexuală,  dar fără să explice tema auto-decapitării.   Alte zeițe hinduse care pot să fi contribuit la crearea imaginii Chinamastei  sunt nefavorabila zeiță razboinică Kotavi și zeița vânătorii din sudul Indiei, Korravai. Kotavi uneori descrisă ca Matrika(“zeițele mamă”) este nud, despletită, salbatică, teribilă în înfățișare. Este menționată în scripturile Vishnu Purana și Bhagavata Purana, adesea în opoziție cu zeul Vishnu. Teribila și sălbatica Korravai este zeița războiului și victoriei. Ambele zeițe sunt asociate câmpurilor de luptă, în timp ce Chinamasta nu este. Kingsley spune că sunt mai multe forme feminine(zei sau demoni)în mitologia hindusă însetate de sânge, nude și salbatice, deși Chinamasta este singura zeiță ce reprezintă motivul șocant ale auto-decapitării.

## Legende și texte

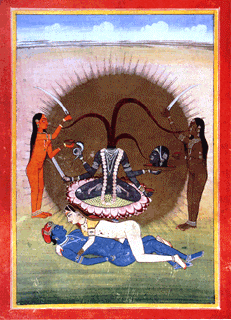
Pictură sec al XVIII-lea Rajasthan. Chhinnamasta neagră, după cum este descrisa în legenda din Pranotasani Tantra, deasupra unui cuplu aflat în fuziune amoroasă.

Kinsley o consideră a cincea putere cosmică dar în mod tradițional Chinamasta  este considerată  a șasea putere cosmică din grupul Mahavidya și îi sunt inchinate imnuri ce scot în evidență aspectul terifiant al Zeiței, fiind văzută ca cea mai terifiantă dintre cele 10 zeițe.  Kinsley susține că trei Mahavidya – Kali, Tara și Chinamasta – sunt mai importante în lista ce descrie Mahavidya, deși cultul Chinamastei nu este prea răspândit în afara  grupului Mahavidya.

Chinamasta reprezintă forța neîmblânzită, puterea extraordinară a Supremului. Ce diferență există între acțiunea ei și acțiunea lui Kali? Acțiunea lui Kali este crudă și violentă, ea fiind cunoscută drept Chandi. Însă Chinamasta este mai violentă decât Kali, prin urmare este cunoscută ca Prachanda Chandi. Kali reprezintă puterea de trasnformare, forța evoluției în creatie. Acțiunea ei este fără îndoială puternică și rapidă; dar ea lucrează cu ajutorul Timpului. Prachandachandi este arma Domnului, bubuitul tunetului, Vajra; ea nu are nevoie de timp, distruge instantaneu. Kali este forța vitală prana shakti, pe când Pracahndachandi este energia electrică vidyut sakti. S. Shankaranarayanan Cele zece mari puteri cosmice

Guhyatiguhya-Tantra pune în legatură cei 10 avatari ai lui Vishnu cu cele 10 Mahavidya; Narasimha, avatarul cu cap de leu, este descris ca luând naștere din Chinamasta.  O listă similară din Mundamala Tantra face o conexiune între Chinamasta și Parashurama.
Într-o relatare din Shakta Maha-Bhagavata Purana, care descrie apariția tururor celor 10 Mahavidiasuri, inclusiv Chinamasta, Sati, fiica lui Daksha și prima soție a zeului Shiva, se simte insultată că ea și Shiva nu sunt invitați să participe la yagna(sacrificiul focului) organizat de Daksha și insistă să meargă acolo, în ciuda protestelor lui Shiva. După mai multe tentative nereușite de a-l convinge pe Shiva, Sati mânioasă își asumă o formă teribilă, transformându-se în cele 10 Mahavidya și înconjurându-l pe Shiva din cele 10 puncte cardinale. Chinamasta stă în dreapta lui Shiva, spre vest.   Legende similare o au în locul lui Sati pe Parvati, a doua soție a lui Shiva si reîncarnarea lui Sati sau Kali, prima dintre Mahavidya ca soție a lui Shiva și origine a celorlalte Mahavidya. În timp ce Parvati folosește cele 10 Mahavidya pentru a-l opri pe Shiva să părăsească casa tatălui ei, Kali îl luminează și îl oprește să plece de lângă ea arătându-i că ea se află ascunsă sub orice formă feminină. Devi Bhagavata Purana' menționează cele 10 mahavidya ca forme și companioane de război ale zeiței Shakambari.
Pranotasani Tantra conține două povestiri despre apariția Chinamastei. O legendă, atribuită textelor Narada-pancharatra relatează că odată, în timp ce se îmbăia în râul Mandakini, Parvati devine excitată sexual și schimbându-și culoarea în negru. În același timp cele două însoțitoare Dakini și Varnini(numite și Jaya și Vijaya) devin extrem de înfometate și o roagă pe Parvati să primească hrană. Deși inițial Parvati le promisese că le va oferi hrană când vor ajunge acasă, zeița se autodecapitează pentru a le dărui propriul sânge ca hrană. Apoi se întorc acasă. Cealaltă variantă din Pranotasani Tantra, atribuită Svatantra-tantrei, este relatată de către Shiva. Acesta povestește că Chandika, consoarta sa(identificată cu Parvati) s-a angajat într-o fuziune amoroasă cu el în postura dominantă, dar a devenit furioasă când acesta și-a pierdut sămânța. Însoțitoarele ei, Dakini și Varnini au apărut din trupul ei. Restul povestirii este similar celorlalte variante, râul fiind numit  Pushpabhadra iar ziua de naștere a Chinamastei, Viraratri. Această versiune este repovestită în Shaktisamgama-tantra.
O altă legendă transmisă oral relatează apariția zeiței  Prachanda-Chandika pentru a-i ajuta pe ceilalți zei în războiul cu demonii, când zeii au cerut ajutorul Marii Zeițe Mahashakti. După ce i-a invins pe toți demonii, zeița mânioasă și-a tăiat și propriul cap și și-a băut propriul sânge. Numele Prachanda-Chandika apare de asemenea și în imnul celor o sută de nume închinat Chinamastei Shakta-pramoda. O altă legendă orală o asociază cu Samudra manthan (Baterea oceanului de lapte primordial), când zeii și demonii au bătut oceanul de lapte primordial pentru a obține amrita(elixirul nemurii). Chinamasta a băut partea demonilor și apoi s-a autodecapitat pentru a preveni ca aceștia să nu ajungă în posesia elixirului.
Temele centrale ale mitologiei Chinamastei sunt sacrificiul de sine – în legătura cu aspectul maternal( Pranotasani Tantra) sau pentru binele umanității(în a doua versiune orală)  - aspectul sexualității și furia autodistructivă.